# Nicolas Poussin
Nicolas Poussin (Les Andelys, Normandía, 15 de junio de 1594-Roma, 19 de noviembre de 1665) fue un pintor francés, uno de los más destacados de la escuela clasicista. Poussin fue el fundador y gran practicante de la pintura clásica francesa del siglo XVII. Su obra simboliza las virtudes de la claridad, la lógica y el orden. Su influencia en el arte francés llega hasta la actualidad.
Pasó la mayor parte de su vida pintando en Roma, excepto durante un corto período de 1640 a 1642 en el que el cardenal Richelieu le ordenó regresar a Francia como pintor del rey. La mayor parte de sus obras son pinturas de historia de temas religiosos o mitológicos que a menudo tienen un importante elemento paisajístico. Hasta el siglo XX permaneció como fuente de inspiración dominante para los artistas de orientación clásica como Jacques Louis David y Paul Cezanne.

## Biografía

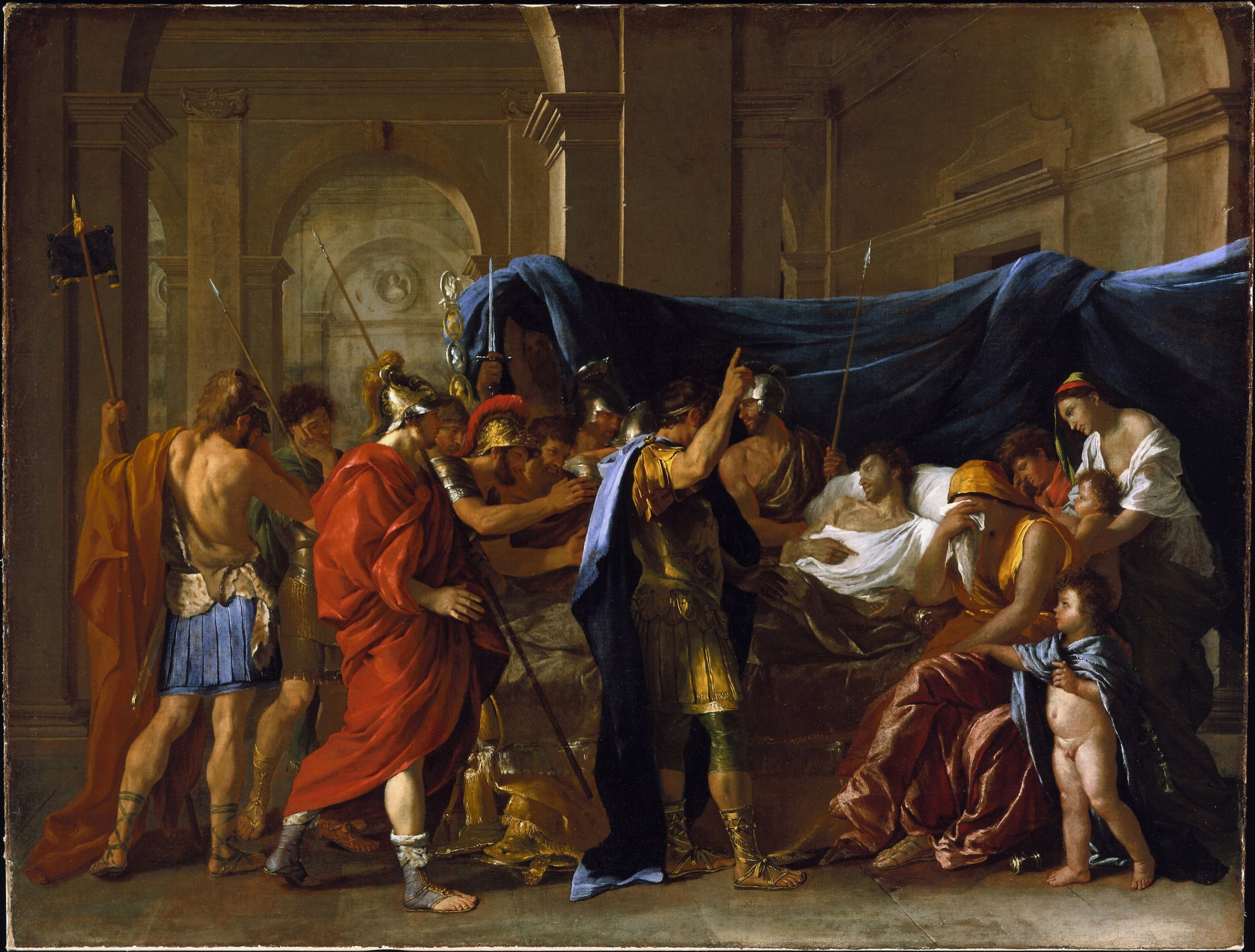
La muerte de Germánico, de Poussin (1628).

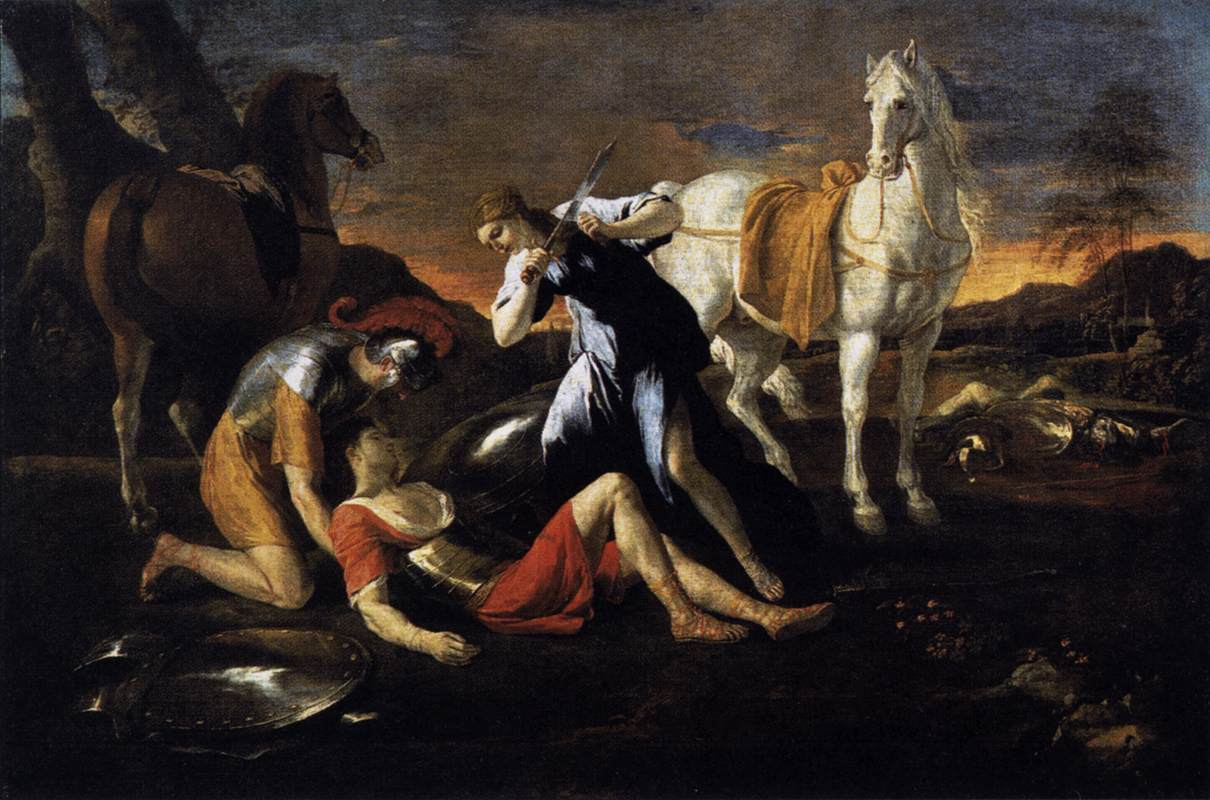
Tancredo y Erminia de Poussin (principios de los años 1630, óleo sobre lienzo, 98.5 x 146.5 cm, Museo del Hermitage) muestra una evolución de la primera emulación de Poussin de Caravaggio para volver al clasicismo.

### Primeros años
El primer biógrafo de Nicolas Poussin fue su amigo Giovanni Pietro Bellori, quien relata que Poussin nació cerca de Les Andelys, ahora perteneciente al departamento de Eure, en Normandía y que recibió una educación que incluía algo de latín, algo que luego le sería de utilidad. Sus primeros dibujos llamaron la atención de Quentin Varin, un pintor local, de quien Poussin se convirtió en aprendiz. Se fue a París a los dieciocho años de edad. Allí comenzó a asistir al taller del pintor flamenco Ferdinand Elle, y luego al de George Lallemand, ambos maestros menores a los que hoy se recuerda por haber sido maestros de Poussin. El arte francés se encontraba en un estado de transición: el viejo sistema de aprendices estaba en decadencia, y Simon Vouet aún no había establecido la formación académica que lo sustituyó. Después de conocer al matemático Alexandre Courtois, Poussin se sintió muy interesado por el estudio de su colección de grabados de Marcantonio Raimondi basados en maestros italianos.
Después de dos intentos fallidos de ir a Roma, se juntó con Giambattista Marino, el poeta de la corte de María de Médicis, en Lyon. Marino lo contrató para ilustrar su poema Adone y en una serie de ilustraciones para una edición proyectada de Las metamorfosis de Ovidio. Lo recibió en su casa, y, en 1624 le permitió a Poussin (que se había visto ralentizado por encargos en Lyon y París) unirse con él en Roma. Se ha sugerido que fue esta temprana amistad con Martino, y el encargo de ilustraciones de su poesía (que lo llevó a los temas de Ovidio), lo que sirvió de base o, al menos reforzó, el destacado erotismo de la obra temprana de Poussin.

### En Roma
Poussin tenía treinta años cuando llegó a Roma en 1624. Al principio residió con Simon Vouet. A través de Marino, le presentaron a Marcello Sacchetti, quien a su vez lo presentó a otro de sus primeros patronos, el cardenal Francesco Barberini.

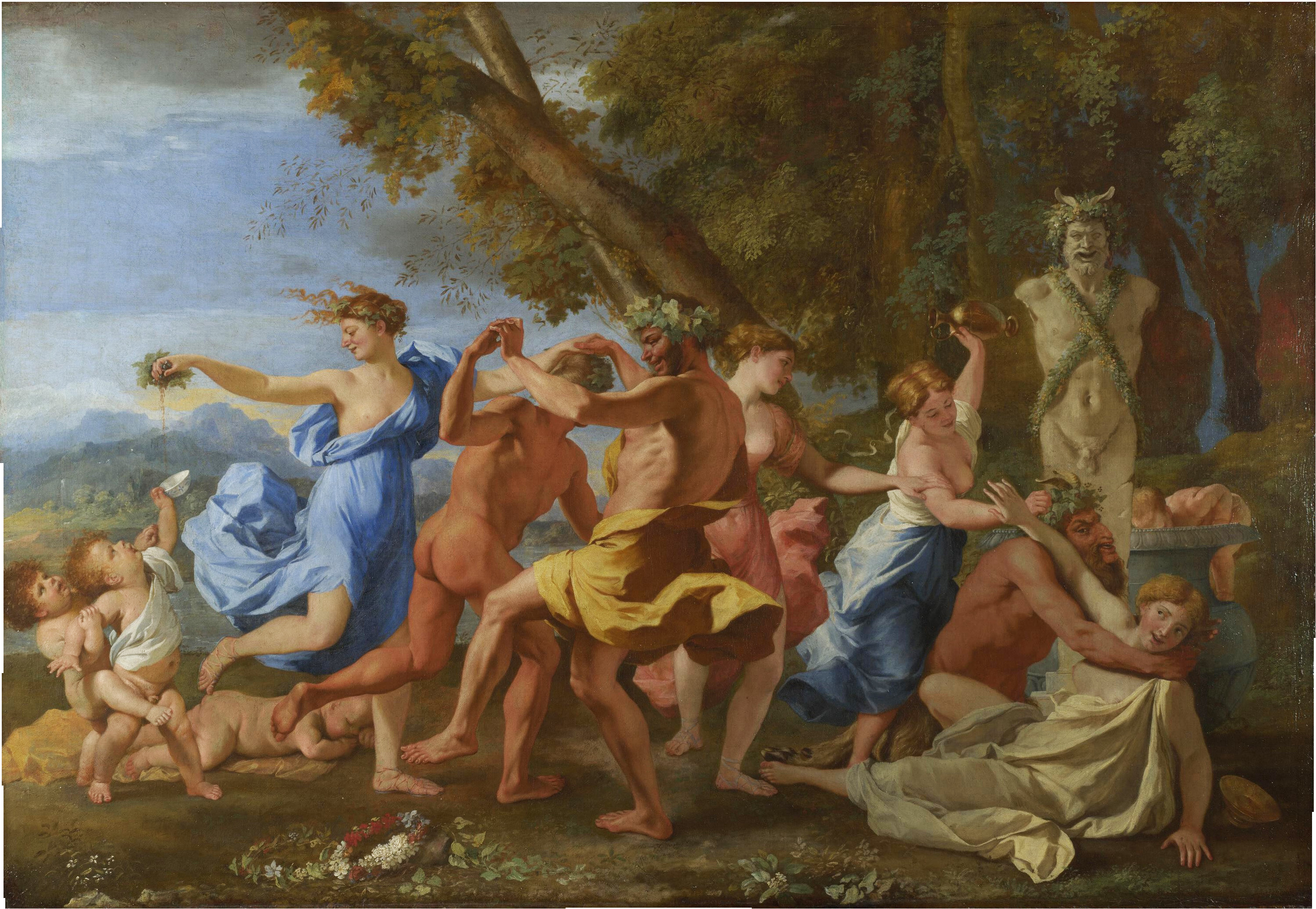
Bacanal (1634-1635). National Gallery (Londres).

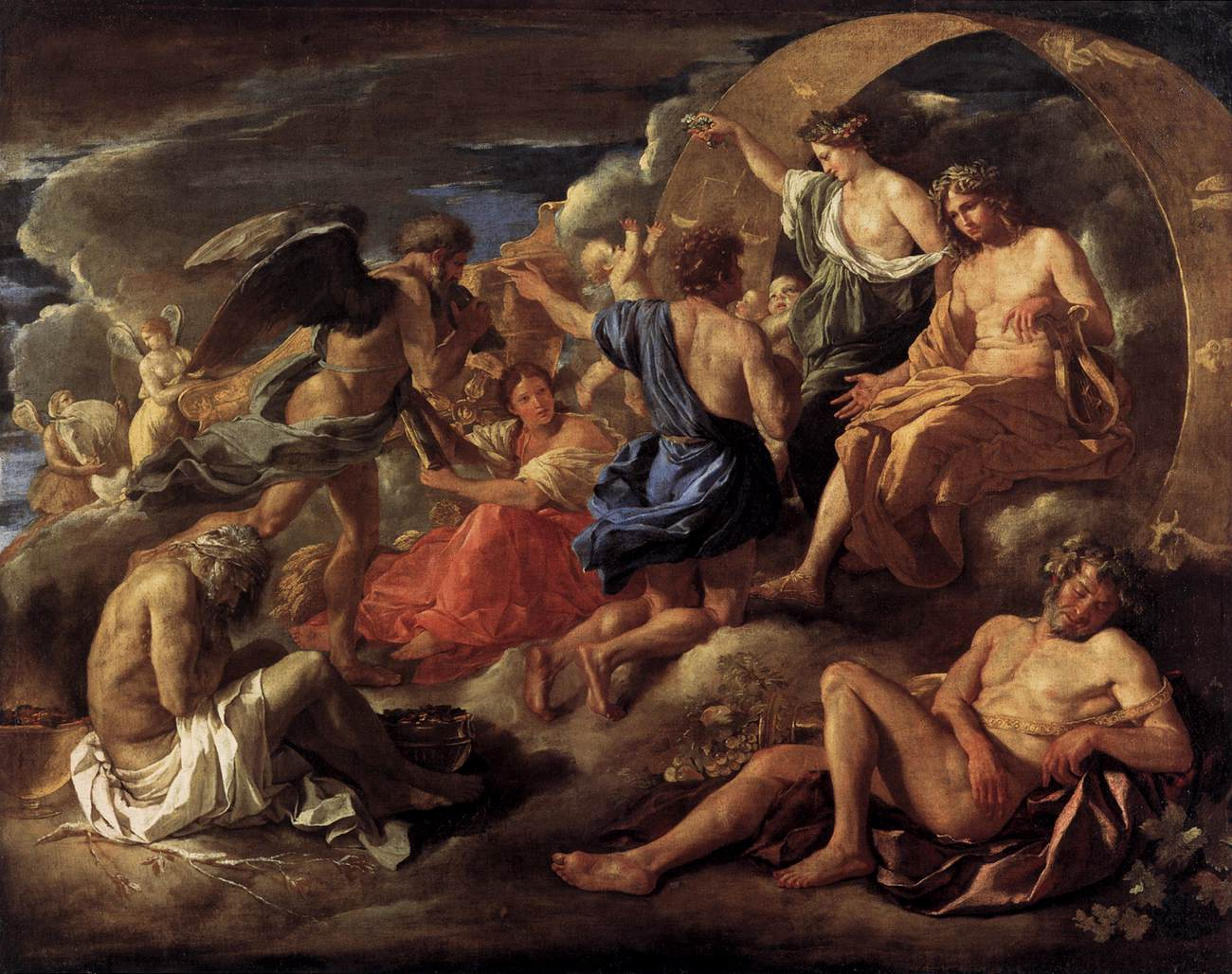
Helios y Faetón con Saturno y las Cuatro Estaciones (c. 1635)

Las dificultades financieras comenzaron con la marcha a España de Barberini, acompañado por Cassiano dal Pozzo, el anticuario y secretario del cardenal, quien más tarde se convertiría en patrón y gran amigo. Sin embargo, al regresar de España en 1626 la posición de Poussin se hizo estable, con el mecenazgo renovado de los Barberini y su círculo. Dos grandes encargos en este período dieron como resultado la primera obra maestra de Poussin, la Muerte de Germánico (1628), en parte inspirado por los relieves del sarcófago de Meleagro, y el encargo para San Pedro el Martirio de San Erasmo (1629, Pinacotena Vaticana), deudora de los dibujos sobre el mismo tema elaborados por el pintor barroco contemporáneo, Pietro da Cortona. Habiendo enfermado, fue recibido en la casa de su compatriota Gaspard Dughet y cuidado por su hija Anna María, con quien se casó Poussin en 1629. Sus dos cuñados eran artistas y Gaspard Dughet más tarde asumió el apellido de Poussin.
Durante las décadas de 1620 y 1630, tuvo la oportunidad de experimentar y formular su posición sobre la pintura en relación con otros. Con esta finalidad estudió la Antigüedad, así como trabajos como las bacanales de Tiziano (La bacanal de los andrios, Baco y Ariadna, y la Ofrenda a Venus) en el Casino Ludovisi y las pinturas de Domenichino y Guido Reni. Al mismo tiempo, estaba emergiendo el barroco romano: en la década de los 1620 Cortona fue produciendo sus primeras pinturas romanas para la familia Sacchetti; Bernini, que se había creado reputación como escultor, estaba diseñando el gran baldaquino de bronce en San Pedro; y una ingeniosa imaginación arquitectónica estaba emergiendo en las obras de Borromini.
Poussin conoció a otros artistas en Roma y tendía a hacerse amigo de aquellos con inclinaciones artísticas hacia el clasicismo: el escultor francés François Duquesnoy, con quien vivió en 1626; el artista francés Jacques Stella; Claudio Lorena; Domenichino; Andrea Sacchi. Y se unió a una academia informal de artistas y patronos que se oponían al estilo barroco contemporáneo que se formó alrededor de Joachim von Sandrart.
En aquella época el Papado era el principal patrón artístico de Roma. El martirio de San Erasmo de Poussin para San Pedro fue el único encargo papal de Poussin, que consiguió gracias al cardenal Barberini, el sobrino del papa, y a Poussin no se le volvió a pedir que contribuyera con grandes altares o pinturas a gran escala para un Papa.
Su posterior carrera dependió del mecenazgo privado. Aparte del cardenal Francesco Barberini, entre sus primeros patronos estuvieron el cardenal Luigi Omodei, para quien produjo los Triunfos de Flora (h. 1630-32, Louvre), o el cardenal Richelieu, quien le encargó varias Bacanales. Para Vincenzo Giustiniani realizó Masacre de los inocentes (fecha temprana desconocida, Museo Condé, Chantilly). Cassiano dal Pozzo se convirtió en el dueño de la primera serie de Siete Sacramentos (finales de los años 1630, castillo de Belvoir). Y regresó a Francia en 1640 con los hermanos Paul Fréart de Chantelou y Roland Fréart de Chambray, por llamada de Sublet de Noyers, entonces secretario de la Guerra y superintendente de los edificios de Louis XIII..

### En Francia

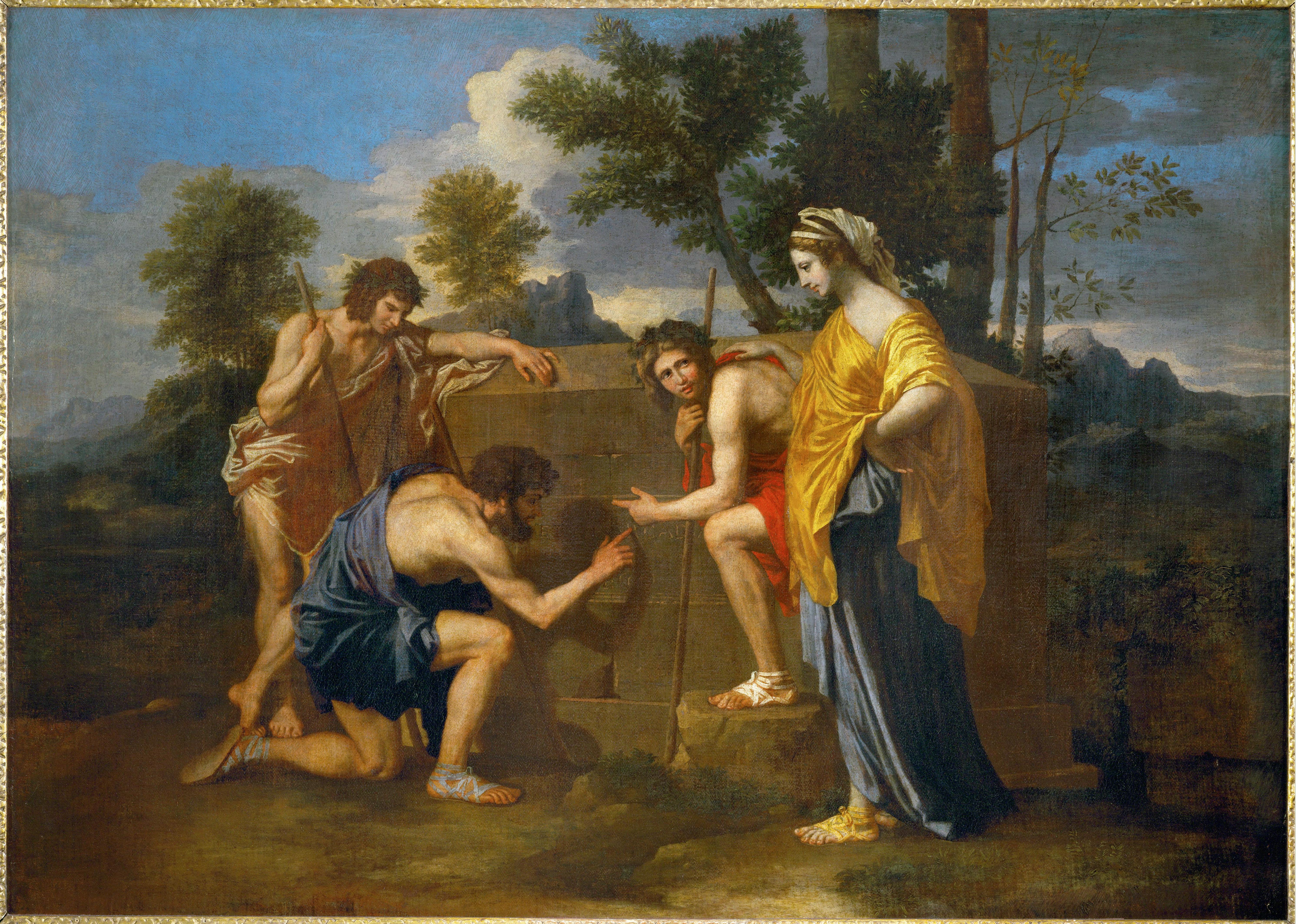
Et in Arcadia ego o Los pastores de Arcadia (1637-1638). Museo del Louvre (París).

Luis XIII le otorgó el título de Primer pintor de corte. Durante dos años en París realizó varias pinturas para las capillas reales (La última cena, pintada para Versalles, ahora en el Louvre) y ocho dibujos para la fábrica de tapiz de gobelinos, las series de Los trabajos de Hércules para el Louvre, El triunfo de la verdad para el cardenal Richelieu (Louvre) y muchos otros trabajos menores.
En 1642, disgustado por las intrigas de Simon Vouet, Fouquières y el arquitecto Jacques Lemercier, Poussin retornó a Roma. Allí, en 1648 terminó para de Chantelou la segunda serie de Los siete sacramentos (Galería de Bridgewater), y también su noble Paisaje con Diogenes (Louvre). Esta pintura muestra al filósofo descartando su última posesión mundana, una copa, después de ver a un hombre beber agua en el cuenco de su mano. En 1649 pintó La conversión de San Pablo (Louvre) para el poeta cómico Paul Scarron, y en 1651 La Sagrada Familia (Louvre) para el duque de Créquy. Año tras año continuó produciendo una enorme variedad de trabajos, muchos de los cuales se incluyen en la lista dada por Félibien.
Su salud empeoró a partir de 1650. La mano derecha le temblaba cada vez más, algo que se nota en sus últimos dibujos. Poussin murió en Roma el 19 de noviembre de 1665 y fue enterrado en la Basílica de San Lorenzo in Lucina, habiéndole premuerto su esposa. Chateaubriand donó el monumento a Poussin en 1820.
No tuvo hijos propios, pero adoptó como hijo a Gaspard Dughet (Gasparo Duche), su cuñado, quien se convirtió en pintor y tomó el apellido del pintor.

## Estilo

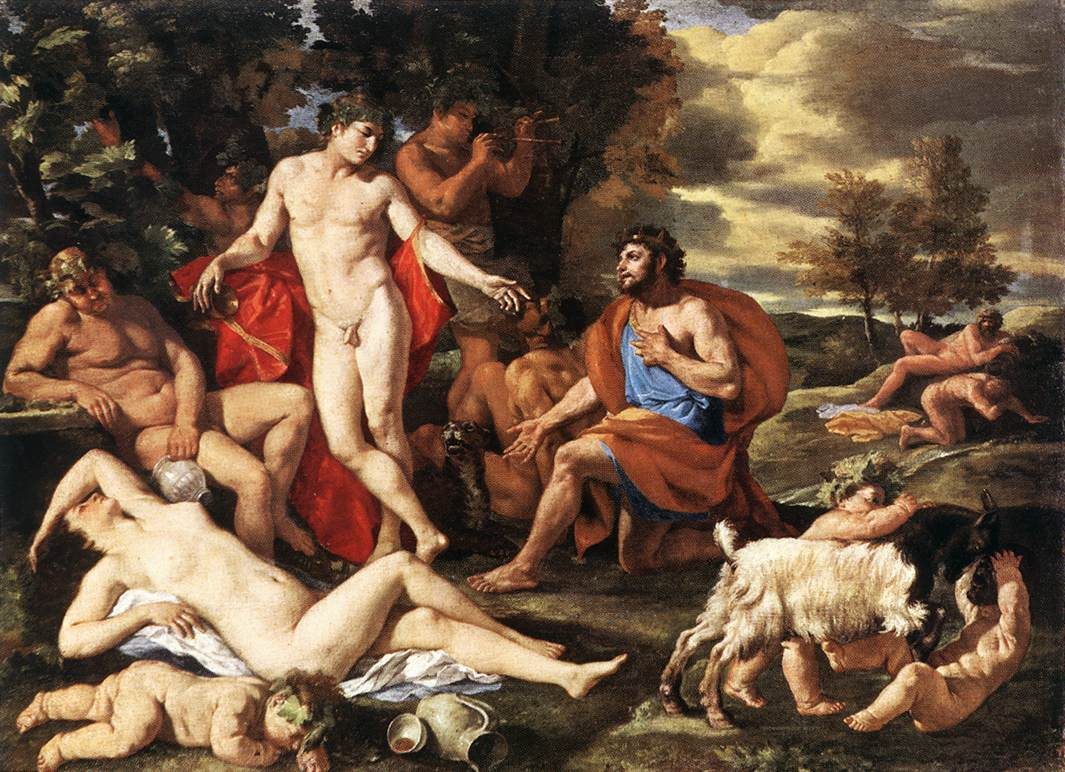
Midas ante Baco, hacia 1630, Alte Pinakothek, Múnich.

A lo largo de su vida, Poussin se mantuvo alejado de la tendencia popular hacia lo decorativo tan propia del arte francés de la época. En las obras de Poussin se unen la supervivencia de los impulsos del Renacimiento y una referencia consciente al arte de la antigüedad clásica como el estándar de excelencia. Su propósito era la claridad de expresión que se lograba a través del disegno o "nobleza de diseño" preferido al colore o color. Quizá su preocupación con el disegno se puede ver mejor en las copias grabadas de sus obras; entre los muchos que reproducían sus cuadros, algunos de los más exitosos son Audran, Claudine Stella, Picart y Pesne.
En la obra de Poussin prevalecían los temas de la tragedia y la muerte. Et in Arcadia ego, un tema que pintó dos veces, una en 1627 y otra en 1637-38, ejemplifica su enfoque cerebral. En esta composición, idealizados pastores examinan una tumba que tiene grabada la frase del título, que a menudo se interpreta como un memento mori: "Incluso en la Arcadia estoy", como si lo dijera la Muerte personificada. Según el historiador del arte Christopher Wright, Poussin pretendía que sus obras "mostraran la más refinada y típica actitud y emoción para el papel que están interpretando", pero estaba preocupado por la emoción "en una manera más generalizada y nada específica... Así ambas composiciones de Et in Arcadia Ego (Chatsworth y Louvre) el tema es ser consciente de la muerte, en vida. Los modelos específicos nada importan. No pretendemos sentir simpatía por ellos y en lugar de ello nos vemos obligados por los artistas a pensar sobre un tema."
Poussin es una importante figura en el desarrollo de la pintura de paisajes. En sus primeras pinturas, el paisaje normalmente formaba un fondo gracioso para un grupo de figuras; más tarde progresó a la pintura de paisaje por sí mismo, aunque la figura nunca acaba de estar ausente. Ejemplos son Paisaje con San Juan en Patmos (1640, Instituto de Arte de Chicago) y Paisaje con una calzada romana (1648, Galería Dulwich).

## Obras

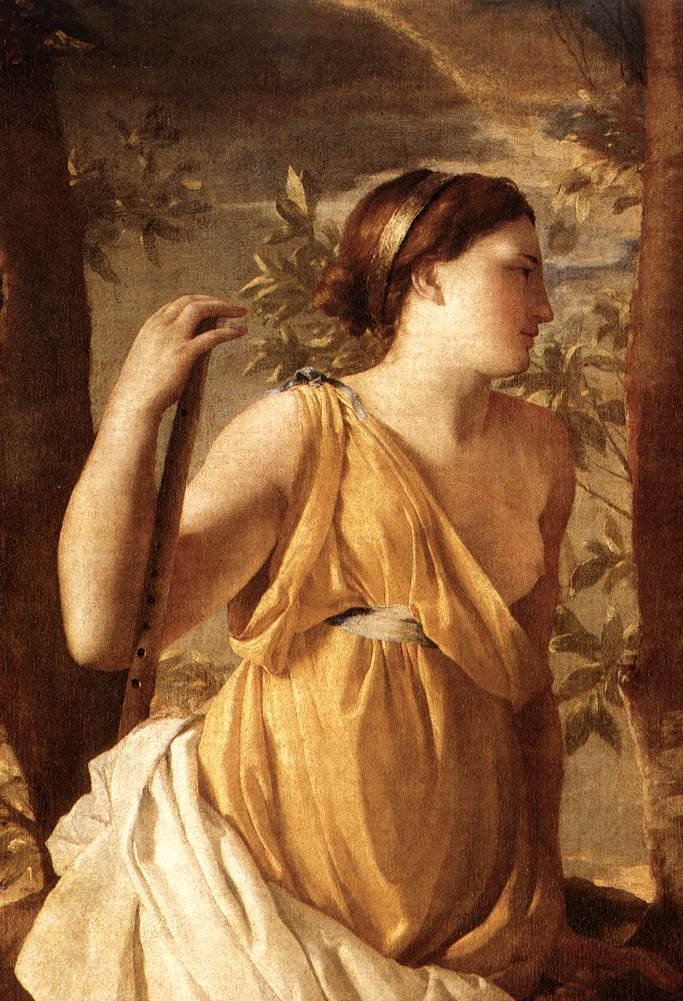
La inspiración del poeta (detalle de las mujeres a la izquierda) - h. 1630

La mejor colección de pinturas y dibujos de Poussin está en posesión del Louvre de París, aunque hay otras obras de Poussin en muchos otros museos del mundo. En Madrid hay varias pinturas importantes en el Museo del Prado. En Roma, en el Palacio Colonna y Palacio Valentini hay notables trabajos de él, y uno de los departamentos privados del Palazzo Doria-Pamphili está decorado con una gran serie de paisajes en témpera.
Poussin fue un artista prolífico que, además, dio lugar a numerosas imitaciones. A continuación, se señalan algunas de sus obras más destacadas.
- Bacanal (1625-1626) Museo del Prado, Madrid
- La destrucción del Templo de Jerusalén (1626) Museo de Israel, Jerusalén
- Ninfas y un sátiro («Amor Vincit Omnia», h. 1625-1627) Museo de Arte de Cleveland
- El regreso de la Sagrada Familia a Nazaret (h. 1627) Museo de Arte de Cleveland
- Escena báquica (1626-1628) Museo del Prado, Madrid
- Eco y Narciso (1627-28) Museo del Louvre, París
- Santa Cecilia (1627-1628) Museo del Prado, Madrid
- La inspiración del poeta (1629–1630) Museo del Louvre, París
- El triunfo de David (h. 1630) Museo del Prado, Madrid
- La peste de Ashdod (1630) Museo del Louvre, París
- Midas ante Baco (h. 1630) Alte Pinakothek, Múnich
- El Parnaso (h. 1631-1633) Museo del Prado, Madrid
- La adoración del becerro de oro (1633-34) National Gallery de Londres
- El paso del mar Rojo (1633-34) Galería Nacional de Victoria, Melbourne
- Tancredo y Erminia (h. 1634) Instituto Barber de Bellas Artes, Birmingham) Segunda versión del tema
- Himeneo disfrazado de mujer durante una ofrenda a Príapo (1634)[17]
- Paisaje con ruinas (h. 1633-1635) Museo del Prado, Madrid
- El triunfo de Pan (1636) National Gallery, Londres
- Paisaje con san Jerónimo (1637-38) Museo del Prado, Madrid
- La caza de Atalanta y Meleagro (1637-1638) Museo del Prado, Madrid. De formato muy alargado, que hace pareja con El sacrificio a Príapo del Museo de Arte de São Paulo.
- El rapto de las sabinas (1637-38) Museo del Louvre, París. Una versión anterior de esta composición, que data de alrededor del año 1635, se encuentra en el Museo Metropolitano de Arte de Nueva York
- Et in Arcadia ego (1637-38) Museo del Louvre, París
- Teseo encuentra la espada de su padre (1638) Museo Condé, Chantilly (Oise)
- La destrucción del Templo (1638) Kunsthistorisches Museum, Viena
- Los hebreos recogiendo el maná en el desierto (1637-39) Museo del Louvre, París
- Los Sacramentos (varios lienzos de finales de los años 1630) Castillo de Belvoir
- La danza de la vida humana (1638–40) Colección Wallace, Londres
- La clemencia de Escipión -a veces también aparece como La continencia de Escipión- (1640) Museo Pushkin, Moscú
- El éxtasis de san Pablo (1643) Museo de arte John & Mable Ringling, Sarasota
- Moisés rescatado de las aguas (1647) Museo del Louvre, París
- Paisaje con Polifemo (1648) Museo del Hermitage, San Petersburgo
- La Sagrada Familia en las escaleras (1648) Museo de Arte de Cleveland
- El funeral de Foción (1648) Museo y Galería Nacional, Cardiff
- Eliezer y Rebeca (1648) M.º del Louvre, París
- El juicio de Salomón (1649) Museo del Louvre, París
- Los hombres ciegos de Jericó (1650) Museo del Louvre, París
- Paisaje con Orfeo y Eurídice (h. 1650) Museo del Louvre, París
- Paisaje con tres hombres o Paisaje con edificios (h. 1648-1651) Museo del Prado, Madrid
- La adúltera (1653) M.º del Louvre, París
- El testamento de Eudamidas (h. 1653) Museo estatal de Arte, Copenhague
- Noli me tangere (h. 1657) Museo del Prado, Madrid
- Descanso en la huida a Egipto (1657) Museo de Bellas Artes de Lyon
- Ester ante Asuero (finales de los años 1650) Museo del Hermitage, San Petersburgo
- Paisaje con Hércules y Caco (h. 1659–1661) Museo Pushkin, Moscú
- Las cuatro estaciones (series) (1660–1664) Museo del Louvre, París

## Galería

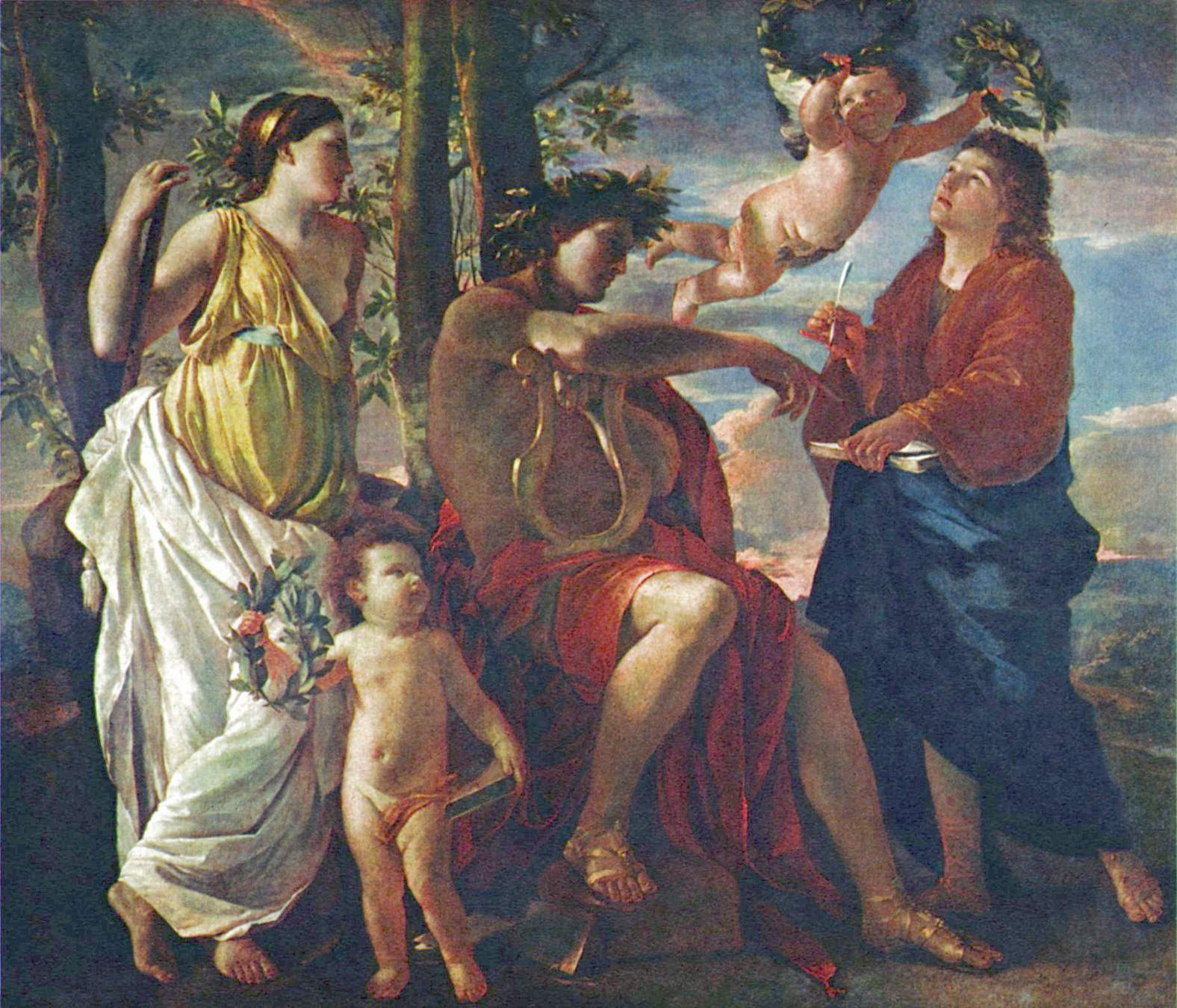
La inspiración del poeta, 1624-1633, óleo sobre lienzo, 183 × 213 cm, Museo del Louvre, París
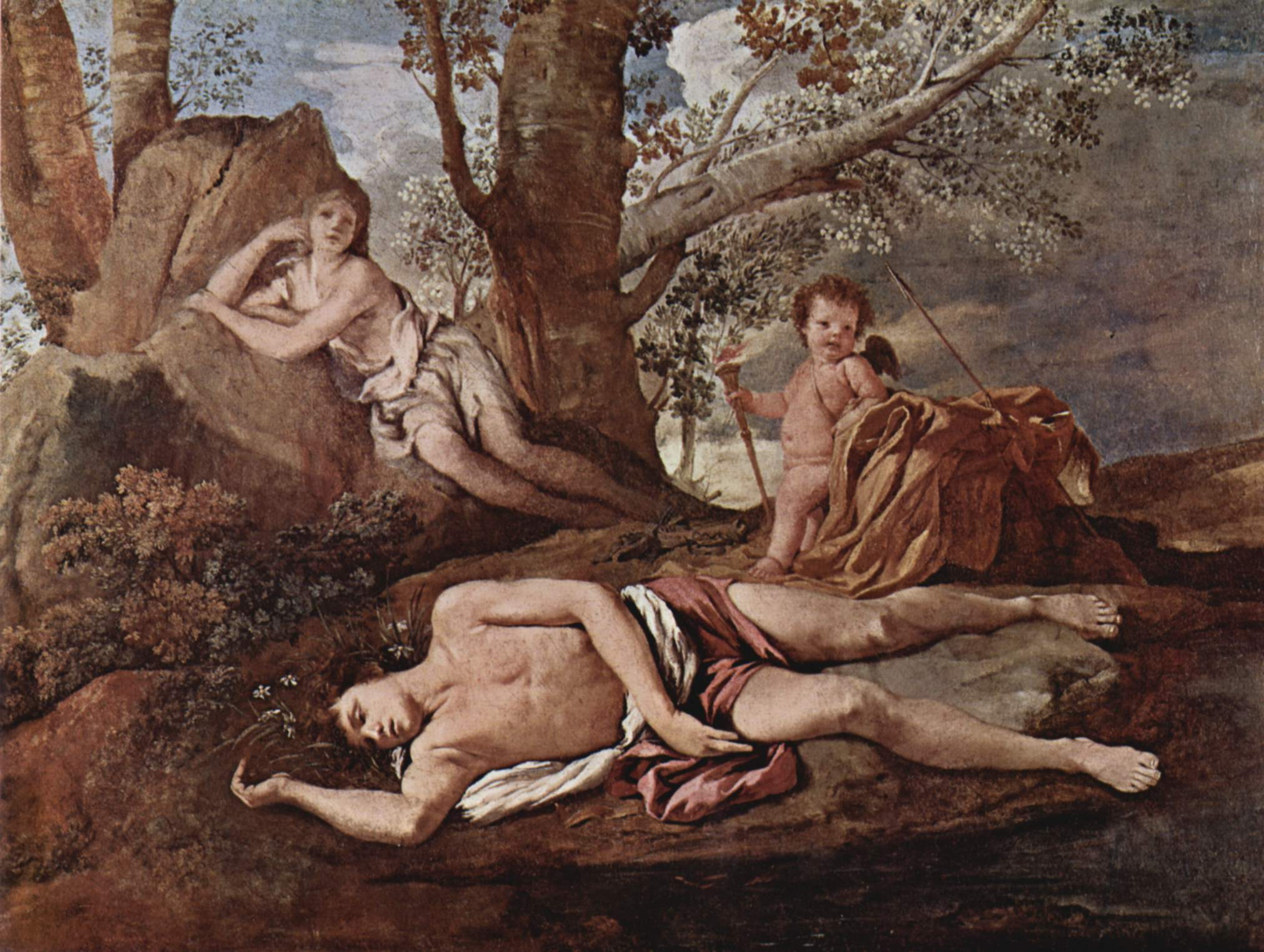
Eco y Narciso, hacia 1627-1628, óleo sobre lienzo, 74 × 100 cm, Museo del Louvre, París
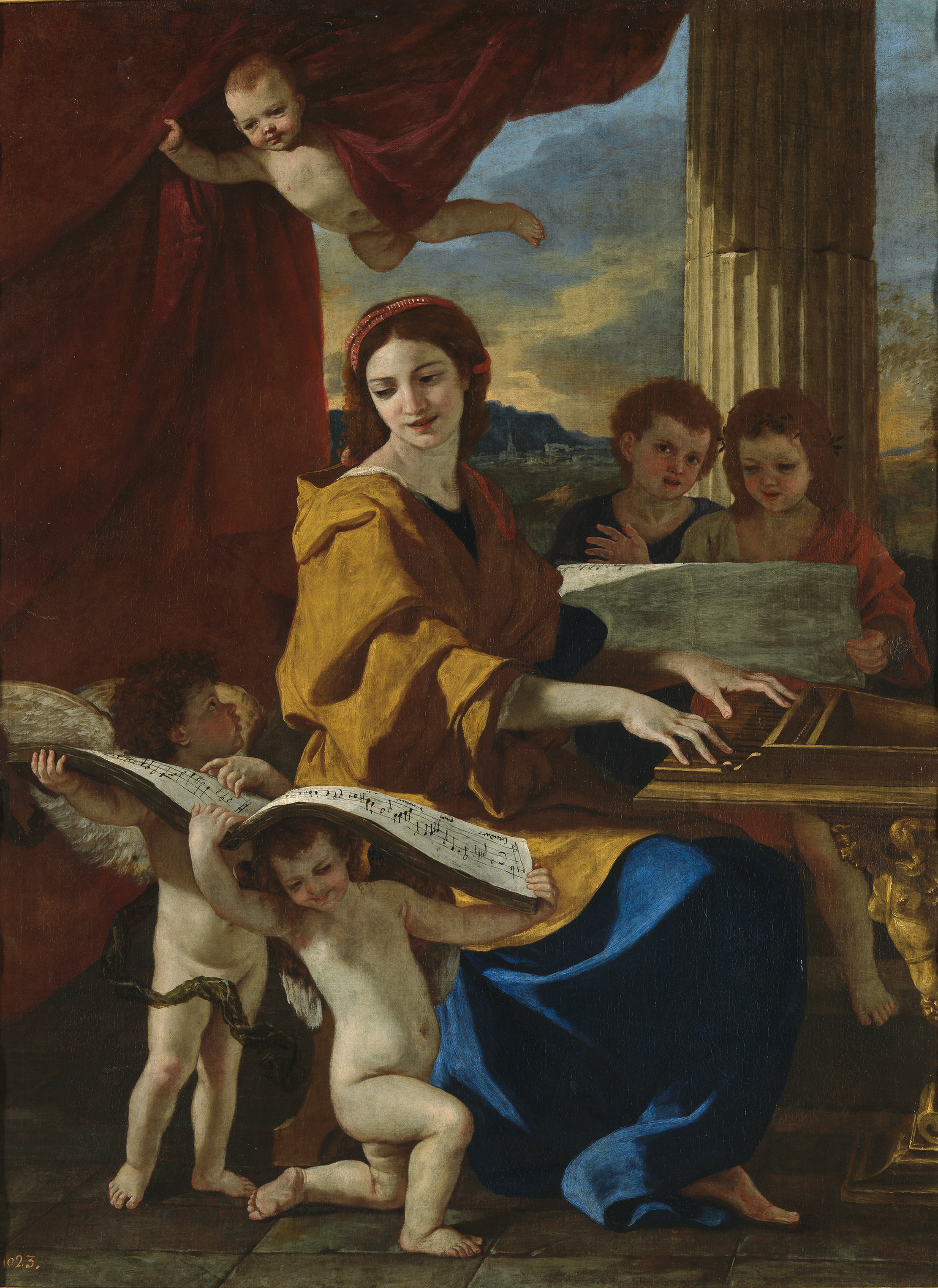
Santa Cecilia, hacia 1627-1628, óleo sobre lienzo, 118 × 88 cm, Museo del Prado, Madrid
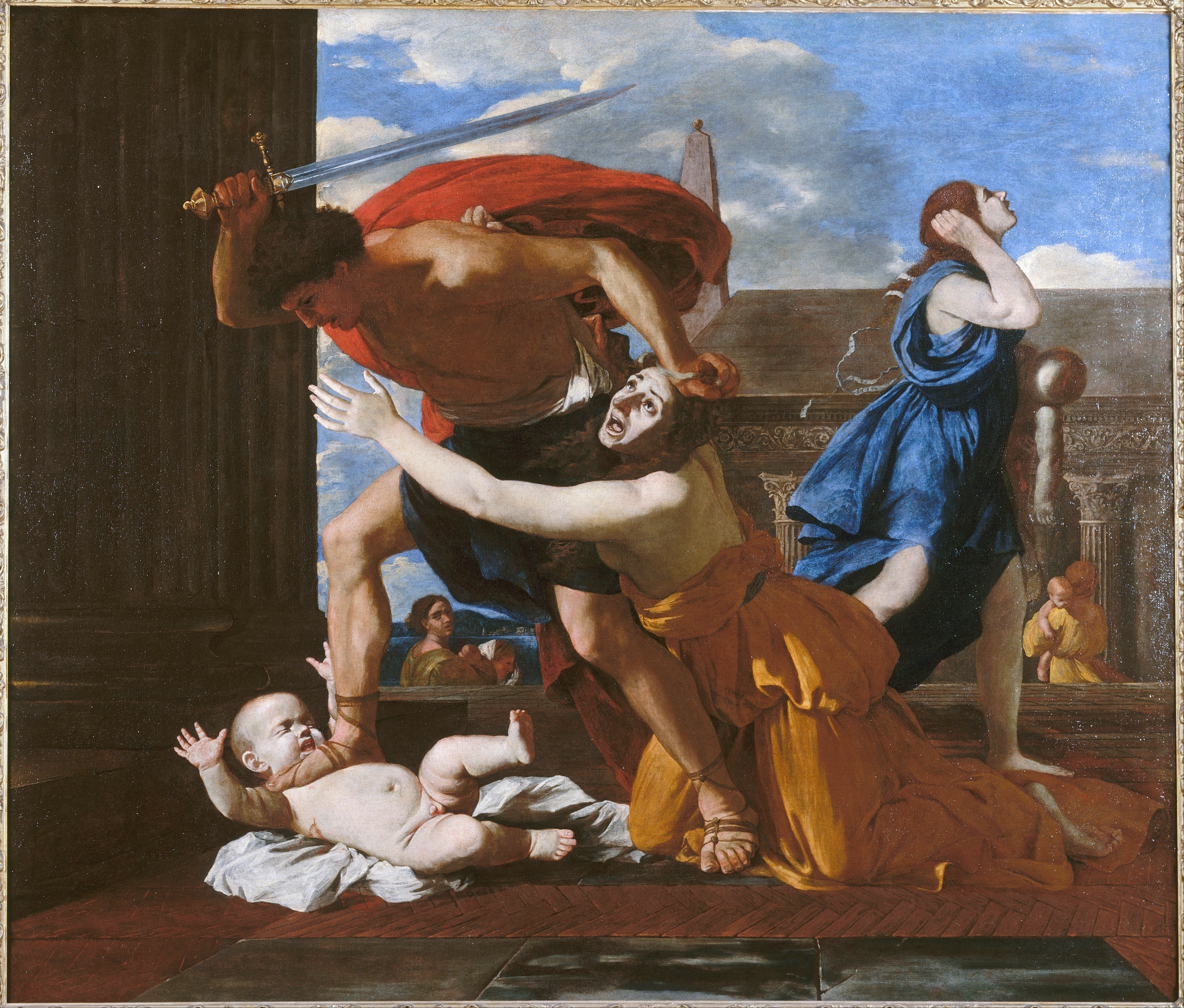
La masacre de los inocentes, 1628-1629, Museo Condé, Chantilly
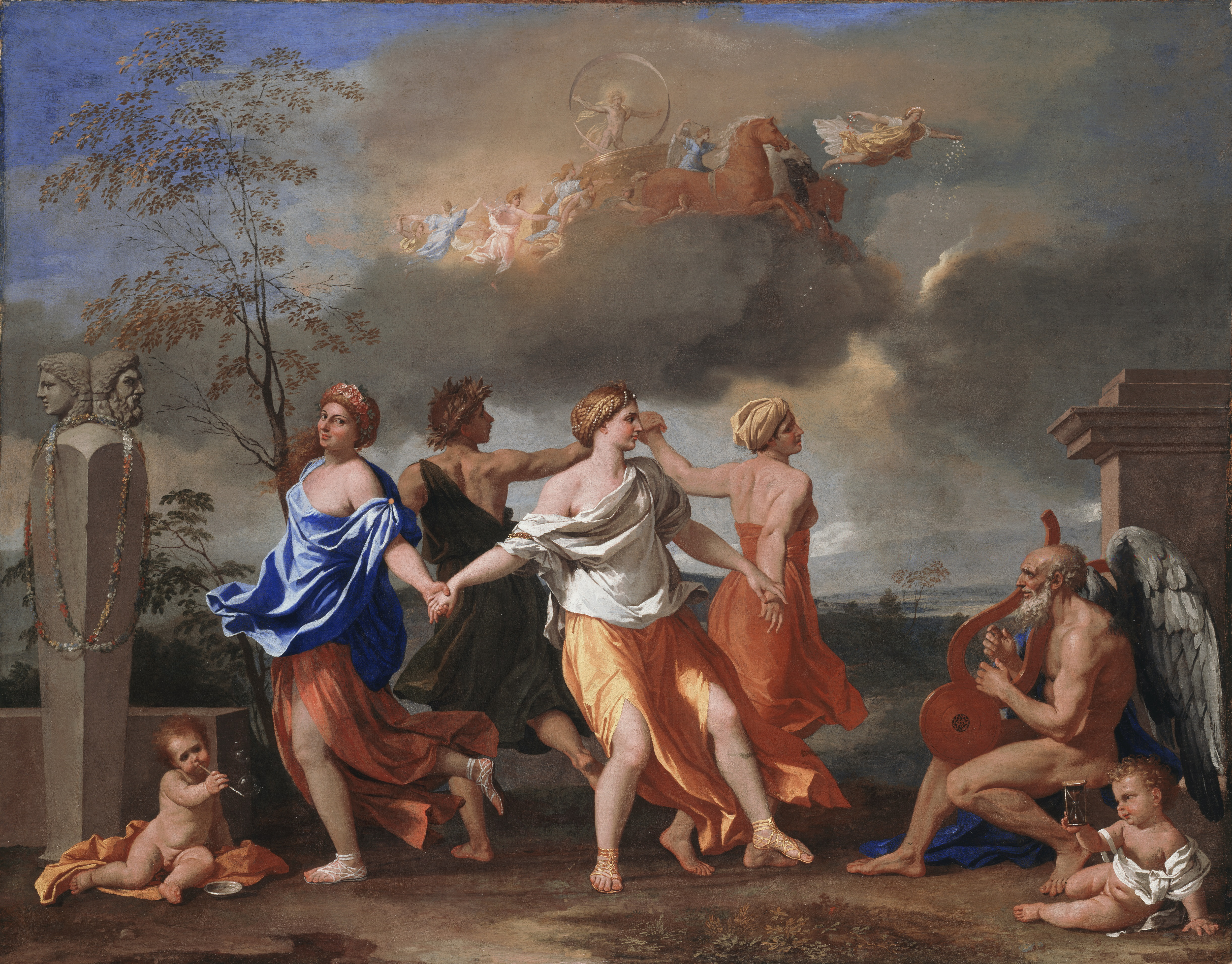
La danza de la vida humana, 1638-1640, Colección Wallace, Londres
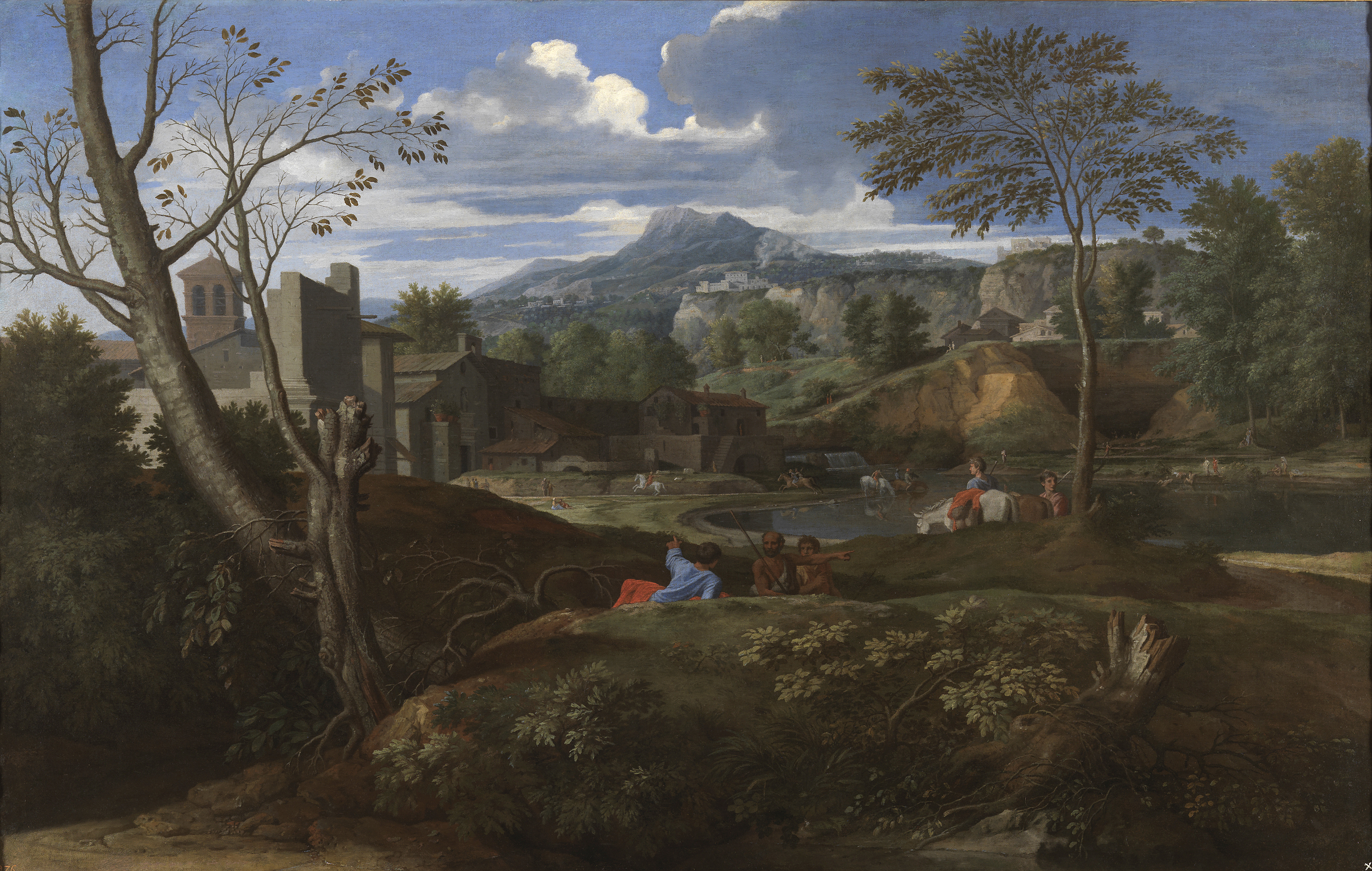
Paisaje con tres hombres, hacia 1645-1650, Museo del Prado, Madrid
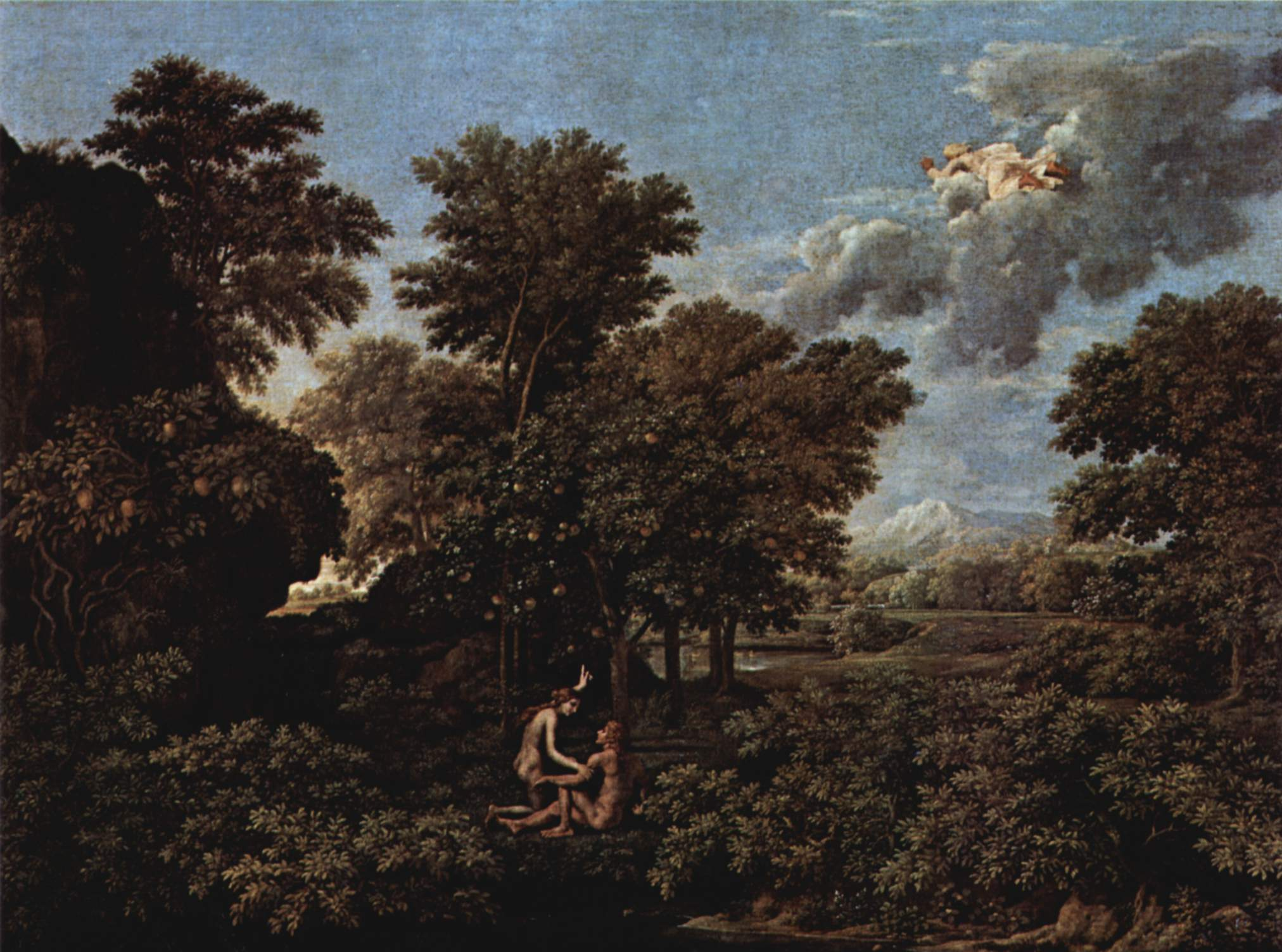
La Primavera, también conocido como Adán y Eva en el Paraíso terrenal, 1660-1664, óleo sobre lienzo, 117 x 160 cm, Museo del Louvre, París
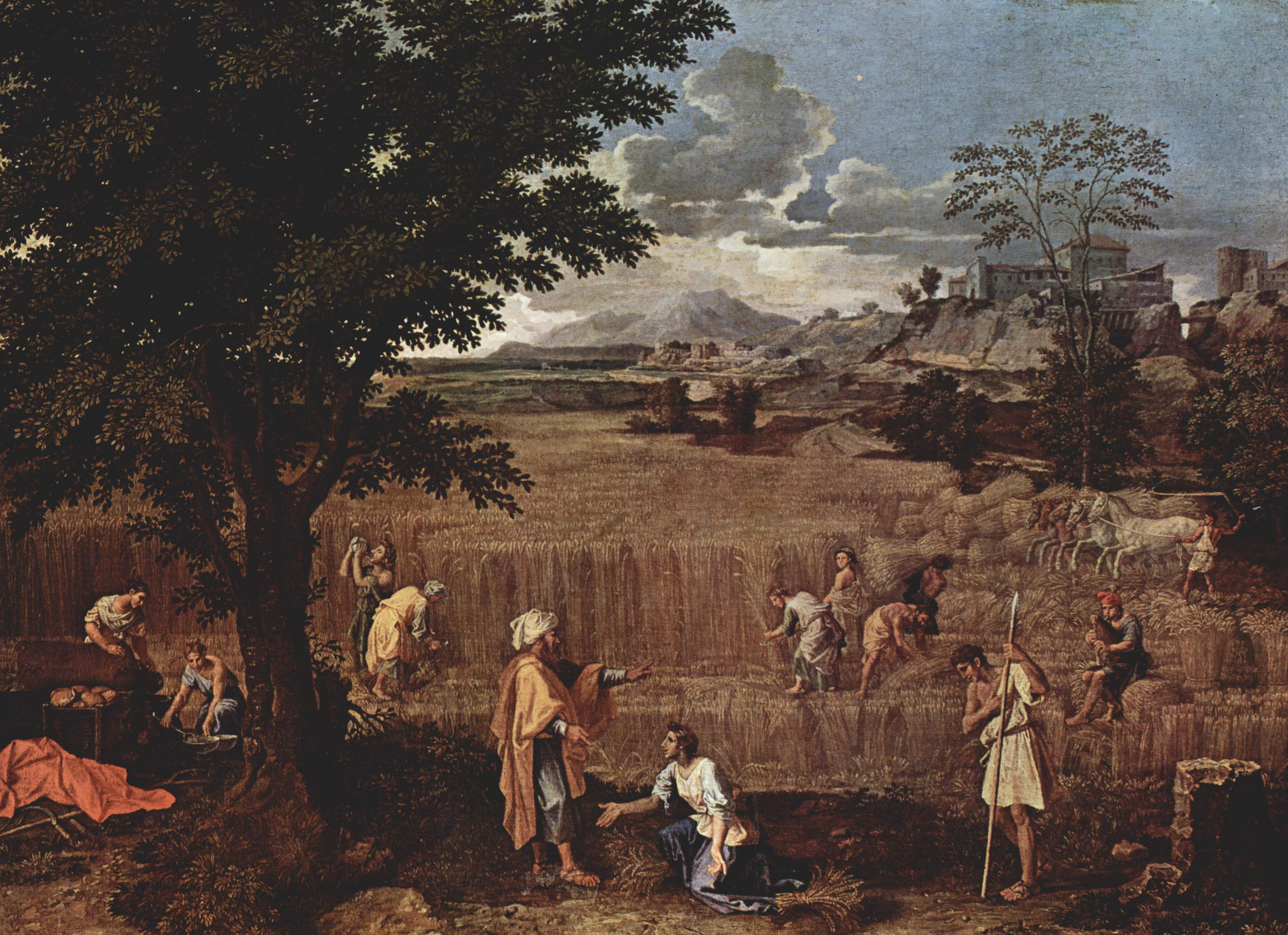
Las cuatro estaciones: verano, o Rut y Boaz, 1660-1664, óleo sobre lienzo, 118 x 160 cm, Museo del Louvre, París
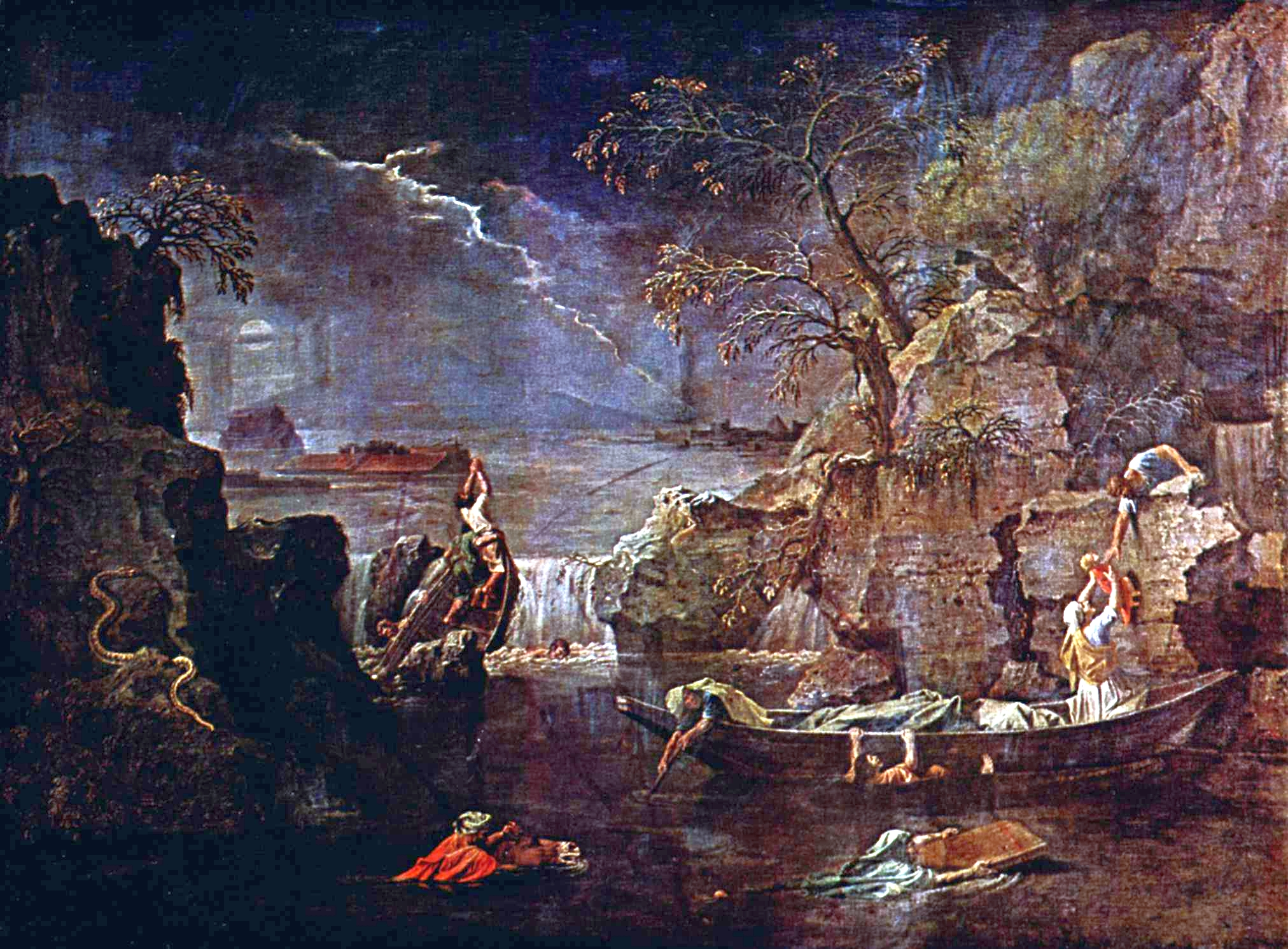
Diluvio, también conocido como Invierno, 1660-1664, óleo sobre lienzo, 118 x 160 cm, Museo del Louvre, París